# Carlo Guglielmo di Nassau-Usingen
Carlo Guglielmo (Usingen, 9 novembre 1735 – Biebrich, 17 maggio 1803) fu principe di Nassau-Usingen dal 1775 fino alla sua morte. Dal 1797 fino alla sua morte, fu anche il titolare principe di Nassau-Saarbrücken, e tuttavia, Nassau-Saarbrücken fu occupata dalla Francia durante quel periodo.

## Biografia
Era il maggiore dei figli del Principe Carlo di Nassau-Usingen e di sua moglie, Cristiana Guglielmina, figlia del Duca Giovanni Guglielmo III di Sassonia-Eisenach.
Nel 1770, Carlo Guglielmo diventò luogotenente generale nell'esercito olandese. Nel 1789, egli fu promosso a generale e nel 1790 a colonnello del reggimento Vallone e capitano dei granatieri.
Nel 1775, succedette a suo padre come Principe di Nassau-Usingen. Nel 1783, concluse un trattato di eredità con i principi di Nassau-Saarbrücken, Nassau-Weilburg e Nassau-Dietz (cioè Orange-Nassau), in cui acconsentiva che le terre di Nassau erano indivisibili e che sarebbe stata osservata la primogenitura.
Nel 1797, il Principe Enrico Luigi di Nassau-Saarbrücken morì senza figli e Carlo Guglielmo ereditò il suo principato. Tuttavia, in base al Trattato di Lunéville, i territori sulla riva sinistra del Reno andarono persi in favore della Francia. Il Reichsdeputationshauptschluss del 1803 compensò Carlo Guglielmo con territori presi dall'Elettorato di Magonza, l'Elettorato di Colonia, l'Elettorato del Palatinato e all'Assia.
Carlo Guglielmo morì in quello stesso anno. Dato che non aveva eredi maschi, gli succedette suo fratello minore Federico Augusto.

## Matrimonio e figli
Carlo Guglielmo Sposò la Contessa Carolina Felicita di Leiningen-Dagsburg, figlia di Cristiano Carlo Reinardo di Leiningen-Dachsburg-Falkenburg-Heidesheim. Carlo Guglielmo e Carolina Felicita ebbero quattro figli:
- Carlo Guglielmo (26 marzo 1761 - 10 marzo 1763)
- Carolina Polissena (4 aprile 1762 - 17 agosto 1823); sposò il Principe Federico d'Assia-Kassel (1747-1837), il figlio del Langravio Federico II e della Principessa Maria di Gran Bretagna e fondatore del ramo cadetto Assia-Kassel-Rumpenheim
- Luisa Enrichetta Carolina (14 giugno 1763 - 30 marzo 1845)
- un maschio (9 March 1768 - March 1768)

## Ascendenza
|                                            |                                     |                                         | Genitori                                   |  |  | Nonni |  |  | Bisnonni                  |  |  | Trisnonni                             |  |
|                                            |                                     |                                         |                                            |  |  |       |  |  | Walrad von Nassau-Usingen |  |  | Wilhelm Ludwig von Nassau-Saarbrücken |  |
|                                            |                                     |                                         |                                            |  |  |       |  |  | Walrad von Nassau-Usingen |  |  | Wilhelm Ludwig von Nassau-Saarbrücken |  |
|                                            |                                     | Anna Amalia von Baden-Durlach           |                                            |  |  |       |  |  | Walrad von Nassau-Usingen |  |  |                                       |  |
| Wilhelm Heinrich von Nassau-Usingen        |                                     |                                         |                                            |  |  |       |  |  | Walrad von Nassau-Usingen |  |  |                                       |  |
|                                            |                                     | Catherine Françoise de Croÿ-Roeulx      | Eustache II de Croÿ-Roeulx                 |  |  |       |  |  |                           |  |  |                                       |  |
|                                            |                                     | Catherine Françoise de Croÿ-Roeulx      | Eustache II de Croÿ-Roeulx                 |  |  |       |  |  |                           |  |  |                                       |  |
|                                            |                                     | Catherine Françoise de Croÿ-Roeulx      | Theodora Geertruida Maria van Kettler      |  |  |       |  |  |                           |  |  |                                       |  |
| Karl von Nassau-Usingen                    |                                     | Catherine Françoise de Croÿ-Roeulx      |                                            |  |  |       |  |  |                           |  |  |                                       |  |
|                                            |                                     | Heinrich von Nassau-Dillenburg          | Georg Ludwig von Nassau-Dillenburg         |  |  |       |  |  |                           |  |  |                                       |  |
|                                            |                                     | Heinrich von Nassau-Dillenburg          | Georg Ludwig von Nassau-Dillenburg         |  |  |       |  |  |                           |  |  |                                       |  |
|                                            |                                     | Heinrich von Nassau-Dillenburg          | Anna Auguste von Braunschweig              |  |  |       |  |  |                           |  |  |                                       |  |
| Charlotta Amalia von Nassau-Dillenburg     |                                     | Heinrich von Nassau-Dillenburg          |                                            |  |  |       |  |  |                           |  |  |                                       |  |
|                                            |                                     | Dorothea Elisabeth von Brieg            | Georg III von Brieg                        |  |  |       |  |  |                           |  |  |                                       |  |
|                                            |                                     | Dorothea Elisabeth von Brieg            | Georg III von Brieg                        |  |  |       |  |  |                           |  |  |                                       |  |
|                                            |                                     | Dorothea Elisabeth von Brieg            | Sophie Katharina von Münsterberg-Oels      |  |  |       |  |  |                           |  |  |                                       |  |
| Karl Wilhelm von Nassau-Usingen            |                                     | Dorothea Elisabeth von Brieg            |                                            |  |  |       |  |  |                           |  |  |                                       |  |
|                                            | Johann Georg I von Sachsen-Eisenach | Wilhelm von Sachsen-Weimar              |                                            |  |  |       |  |  |                           |  |  |                                       |  |
|                                            | Johann Georg I von Sachsen-Eisenach | Wilhelm von Sachsen-Weimar              |                                            |  |  |       |  |  |                           |  |  |                                       |  |
|                                            | Johann Georg I von Sachsen-Eisenach | Eleonore Dorothea von Anhalt-Dessau     |                                            |  |  |       |  |  |                           |  |  |                                       |  |
| Johann Wilhelm von Sachsen-Eisenach        | Johann Georg I von Sachsen-Eisenach |                                         |                                            |  |  |       |  |  |                           |  |  |                                       |  |
|                                            |                                     | Johannette zu Sayn-Wittgenstein         | Ernst zu Sayn-Wittgenstein                 |  |  |       |  |  |                           |  |  |                                       |  |
|                                            |                                     | Johannette zu Sayn-Wittgenstein         | Ernst zu Sayn-Wittgenstein                 |  |  |       |  |  |                           |  |  |                                       |  |
|                                            |                                     | Johannette zu Sayn-Wittgenstein         | Louise Juliane von Erbach                  |  |  |       |  |  |                           |  |  |                                       |  |
| Christiane Wilhelmine von Sachsen-Eisenach |                                     | Johannette zu Sayn-Wittgenstein         |                                            |  |  |       |  |  |                           |  |  |                                       |  |
|                                            |                                     | Johann Adolf I von Sachsen-Weißenfels   | August von Sachsen-Weißenfels              |  |  |       |  |  |                           |  |  |                                       |  |
|                                            |                                     | Johann Adolf I von Sachsen-Weißenfels   | August von Sachsen-Weißenfels              |  |  |       |  |  |                           |  |  |                                       |  |
|                                            |                                     | Johann Adolf I von Sachsen-Weißenfels   | Anna Maria zu Mecklenburg-Schwerin         |  |  |       |  |  |                           |  |  |                                       |  |
| Magdalena Sibylla von Sachsen-Weißenfels   |                                     | Johann Adolf I von Sachsen-Weißenfels   |                                            |  |  |       |  |  |                           |  |  |                                       |  |
|                                            |                                     | Johanna Magdalena von Sachsen-Altenburg | Friedrich Wilhelm II von Sachsen-Altenburg |  |  |       |  |  |                           |  |  |                                       |  |
|                                            |                                     | Johanna Magdalena von Sachsen-Altenburg | Friedrich Wilhelm II von Sachsen-Altenburg |  |  |       |  |  |                           |  |  |                                       |  |
|                                            |                                     | Johanna Magdalena von Sachsen-Altenburg | Magdalena Sibylla von Sachsen              |  |  |       |  |  |                           |  |  |                                       |  |
|                                            |                                     | Johanna Magdalena von Sachsen-Altenburg |                                            |  |  |       |  |  |                           |  |  |                                       |  |